# إنشاء آلي للروابط

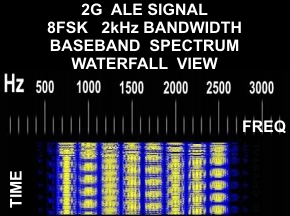

يعد الإنشاء الآلي للروابط المعروف باسم إيه إل إي المعيارَ الواقعي العالمي لبدء الاتصالات الراديوية ذات التردد العالي (إيتش إف) والحفاظ عليها. يعد إيه إل إي ميزة في نظام الإرسال والاستقبال الراديوي للاتصالات عالية التردد الذي يمكّن محطة الراديو من الاتصال أو بدء دارة اتصال عن بعد بين نفسها ومحطة راديو إيتش إف أخرى أو بين شبكة من المحطات. والغرض من ذلك هو توفير طريقة سريعة موثوقة للاتصال والتواصل في أثناء الانتشار المتغير باستمرار لأمواج إيتش إف في الغلاف المتأين وتداخل الاستقبال والاستخدام المشترك للطيف لقنوات إيتش إف المشغولة أو المزدحمة.

## آلية
يضم راديو إيه إل إي المستقل جهاز إرسال واستقبال راديوي إيتش إف بتضمين إس إس بي ومعالج صغري ومودم إم إف إس كي. يُبرمج بعنوان إيه إل إي فريد، مشابه لرقم الهاتف (أو بالنسبة للأجيال الجديدة، اسم مستخدم). عندما لا يكون على اتصال نشط بمحطة أخرى، يمسح جهاز الإرسال والاستقبال إيتش إف بتضمين إس إس بي باستمرار عبر قائمة من ترددات إيتش إف تسمى القنوات، ويستمع إلى أي إشارات إيه إل إي مرسلة من محطات راديو أخرى. يفك ترميز المكالمات والسبر الذي ترسله المحطات الأخرى ويستخدم معدل خطأ البت لتخزين نقاط للجودة لهذا التردد ولعنوان المرسل.
للوصول إلى محطة معينة، يدخل المتصل إلى عنوان إيه إل إي. في العديد من أجهزة راديو إيه إل إي يشبه هذا الاتصال برقم هاتف. تحدد وحدة تحكم إيه إل إي أفضل قناة خاملة متاحة لعنوان الوجهة هذا. بعد التأكد من أن القناة خاملة بالفعل، ترسل بعد ذلك إشارة اتصال انتقائي وجيزة تحدد المستلم المقصود. عندما تكتشف محطة المسح البعيدة نشاط إيه إل إي، فإنها تتوقف عن المسح وتظل على هذه القناة حتى يمكنها تأكيد ما إذا كانت المكالمة لها أم لا. تقوم وحدتا تحكم إيه إل إي للمحطتين بالمصافحة تلقائيًا للتأكد من إنشاء وصلة بجودة كافية، ثم تبلغ وحدتا التحكم المشغلين بأن الوصلة في وضع التشغيل. إذا فشل المستدعي في الإجابة أو فشلت المصافحة، تختار عقدة إيه إل إي الأصلية عادة ترددًا آخر إما بصورة عشوائية أو عن طريق تخمين التعقيد المتغير.
عند الربط بنجاح، ترسل محطة الاستقبال عمومًا إنذارًا مسموعًا وتظهر تنبيهًا بصريًا للمشغل، الذي يشير إلى المكالمة الواردة. يشير التنبيه أيضًا إلى إشارة النداء أو معلومات تعريفية أخرى للمحطة المرتبطة، على غرار معرف المتصل. يوقف المشغل بعد ذلك الصمت الراديوي للراديو ويرد على المكالمة ثم يمكنه بعد ذلك التحدث في محادثة عادية أو التفاوض على وصلة بيانات باستخدام الصوت أو نموذج الرسائل النصية القصيرة المضمنة في إيه إل إي. بدلاً من ذلك، يمكن تبادل البيانات الرقمية عبر مودم مدمج أو خارجي (مثل مودم ستاناغ 5066 أو مودم النغمة التسلسلية إم آي إل-إس تي دي-188-110بي) وفقًا للاحتياجات ومدى التوفر. يمكن استخدام أداة المراسلة النصية المدمجة في إيه إل إي لنقل الرسائل النصية القصيرة «كطلب خط خدمة» للسماح للمشغلين بتنسيق المعدات الخارجية مثل الوصلات الهاتفية أو الروابط الرقمية غير المدمجة أو للرسائل التكتيكية القصيرة.

## مهارة المشغل
بسبب تقلبات الاتصالات عبر الغلاف المتأين، كان راديو إيتش إف مع استخدامه من قبل المنظمات الحكومية الكبيرة في منتصف القرن العشرين تقليديًا مجال مشغلي الراديو ذوي المهارات العالية والمدربين. كانت إحدى الخصائص الجديدة -التي جلبتها المعالجات الصغرية وأجهزة الحاسب إلى راديو إيتش إف عبر إيه إل إي- هي تخفيف الحاجة إلى مراقبة مشغل الراديو للتردد الراديوي وتغيره يدويًا باستمرار للتعويض عن ظروف الغلاف الجوي المتأين أو التداخل. بالنسبة للمستخدم العادي لمعيار إيه إل إي، بعد تعلم كيفية عمل الوظائف الأساسية لجهاز الإرسال والاستقبال إيتش إف، يصبح تشغيل الراديو مشابهًا لتشغيل الهاتف المحمول الخلوي. للحصول على وظائف وبرمجة أكثر تقدمًا لوحدات تحكم وشبكات إيه إل إي، يصبح تشغيله مشابهًا لاستخدام المعدات الاستهلاكية التي تتيح استخدام القائمة أو الميزات الاختيارية التي توجد عادةً في البرامج. في منظمة مهنية أو عسكرية، لا يلغي هذا الحاجة إلى وجود متصلين مهرة مدربين لتنسيق قوائم الترددات وعناوين العقد المسموح بها لكل وحدة، فهو يسمح فقط بنشر الفنيين غير المهرة نسبيًا «كمتصلين ميدانيين» وكمستخدمين نهائيين للهيكل المنسق القائم.

## تطبيقات شائعة
يتيح نظام راديو إيه إل إي الاتصال بالمحادثة الصوتية أو التنبيه أو تبادل البيانات أو الرسائل النصية أو الرسائل الفورية أو البريد الإلكتروني أو نقل الملفات أو الصور أو تتبع الموقع الجغرافي أو القياس عن بُعد. مع قيام مشغل الراديو ببدء مكالمة، تستغرق العملية عادةً بضع دقائق حتى يختار إيه إل إي تردد إيتش إف مثالي لكلا جانبي وصلة الاتصال. إنه يشير إلى المشغلين صوتيًا وبصريًا ومن كلا الطرفين، حتى يتمكنوا من البدء في التواصل مع بعضهم على الفور. في هذا الصدد، يُتخلص من الحاجة الموجودة منذ فترة طويلة في راديو إيتش إف إلى المكالمات المتكررة في جداول زمنية محددة مسبقًا أو إلى الرصد الثابت الممل. يفيد ذلك أيضًا كأداة للعثور على القنوات المثلى للتواصل بين المحطات في الوقت الحقيقي. في اتصالات إيتش إف الحديثة، استبدل إيه إل إي إلى حد كبير مخططات التنبؤ في اتصالات إيتش إف ومنارات الانتشار والسابرات الصوتية وبرامج التنبؤ بالانتشار والتخمين المتعلم التقليدي لمشغل الراديو. يُستخدم إيه إل إي بصورة شائعة لربط المشغلين لجهات الاتصال الصوتية على إس إس بي (التضمين أحادي الجانب)، ولاتصال الإنترنت عالي التردد من أجل البريد الإلكتروني، وللرسائل النصية القصيرة عبر الهاتف أو الرسائل النصية، وللدردشة في الوقت الحقيقي عبر نص إيتش إف، وللإبلاغ عن الموقع الجغرافي، ولنقل الملفات. يمكن استخدام بروتوكول الإنترنت عالي التردد أو إيتش إف آي بّي مع إيه إل إي للوصول إلى الإنترنت عبر إيتش إف.

## تقنيات
جوهر تقنيات إيه إل إي هو استخدام الاختيار التلقائي للقنوات، والمستقبلين الماسحين، والاتصال الانتقائي، والمصافحة، ومودمات الرشقات النشيطة. تفك عقدة إيه إل إي تشفير جميع إشارات إيه إل إي المستلمة التي تُسمع على القناة (القنوات) التي تراقبها. تستخدم العقدة حقيقة أن جميع رسائل إيه إل إي تستخدم تكرار التصحيح الأمامي للخطأ (إف إي سي). من خلال ملاحظة مقدار تصحيح الخطأ الذي حدث في كل رسالة استقبلت وفُك تشفيرها، يمكن لعقدة إيه إل إي اكتشاف «جودة» المسار بين محطة الإرسال ونفسها. تقترن هذه المعلومات بعنوان إيه إل إي للعقدة المرسلة والقناة التي استُلمت الرسالة عليها، وتُخرن في ذاكرة العقدة لتحليل جودة الوصلة (إل كيو إيه). عند بدء المكالمة، يُبحث في جدول بحث إل كيو إيه عن التطابقات التي تتضمن عنوان إيه إل إي المستهدف وتُستخدم أفضل قناة تاريخية للاتصال بالمحطة المستهدفة. هذا يقلل من احتمالية تكرار المكالمة على ترددات بديلة. فور سماع المحطة المستهدفة المكالمة وردها عليها، سيبلغ الجرس أو أي جهاز إشارة آخر كلا المشغلين بأن الوصلة أُنشئت. عند هذه النقطة، قد ينسق المشغلون المزيد من الاتصالات عبر الرسائل النصية لخط الخدمة أو الصوت أو وسائل أخرى. إذا كان هناك حاجة للمزيد من الاتصال الرقمي، فقد يتم ذلك عبر أجهزة مودم للبيانات الخارجية أو عبر أجهزة مودم اختيارية مضمنة في محطة إيه إل إي.